# Фридрих Кристиан Глум
Фридрих Кристиан Глум (* 25.03.1714 г. в Берлин; † 06.04.1752 г. пак там) е пруски скулптор от времето на Фридрих Велики. Той се счита за един от най-важните скулптори на Потсдам и на фридерицианското рококо.

## Семейство
Братът на Фридрих Кристиан Глум – Карл Филип (1724 – 1776 г.) също е скулптор. Баща им – Йохан Георг Глум (1679 – 1765 г.) бил ученик на Шлютер, работил над гробницата в подножието на потсдамската Гарнизонна църква и сътворява паметника на Великия курфюрст Фридрих Вилхелм в гр. Ратено. В Потсдам съществува улица Глумщрасе, кръстен на семейството на скулпторите Глум.

## Творби
- Вакханалии в двореца Сансуси
- Скулптури на укротители на диви коне и групи от ездачи над порталите на Кралските конюшни (днес в тях се помещава Потсдамският музей на филмовото изкуство)
- Обелисковият портал – един от входовете към дворцовия парк Сансуси в Потсдам
- Алегоричните фигури на Каритас (любовта) и Спес (надеждата) на портала на Френската църква в Потсдам
- Групата от херми на входа на ледената изба в дворец Вустрау

- Конни групи над кралските конюшни в Потсдам
- Архитектурни орнаментални украшения по дворец Сансуси в Потсдам
- Фигура вдясно от портала на Френската църква в Потсдам
- Херма в ледената изба в дворец Вустрау
- Паметна плоча в Потсдам

|  | Тази страница частично или изцяло представлява превод на страницата Friedrich Christian Glume в Уикипедия на немски. Оригиналният текст, както и този превод, са защитени от Лиценза „Криейтив Комънс – Признание – Споделяне на споделеното“, а за съдържание, създадено преди юни 2009 година – от Лиценза за свободна документация на ГНУ. Прегледайте историята на редакциите на оригиналната страница, както и на преводната страница, за да видите списъка на съавторите. ВАЖНО: Този шаблон се отнася единствено до авторските права върху съдържанието на статията. Добавянето му не отменя изискването да се посочват конкретни източници на твърденията, които да бъдат благонадеждни. |